# Handweiser (Wuppertal)
Handweiser ist ein Wohnplatz im Norden der bergischen Großstadt Wuppertal.

## Lage und Beschreibung
Der Wohnplatz liegt im Norden des Wohnquartiers Dönberg im Stadtbezirk Uellendahl-Katernberg an der Landesstraße 433 (hier Horather Straße genannt) auf einer Höhe von 280 m ü. NHN. Bei der Ortslage zweigt die Straße  Am Krüppershaus von der Horather Straße ab, eine Straße Am Handweise befindet sich im Nahbereich.
Benachbarte Orte sind neben Dönberg die Wohnplätze und Hofschaften Winterberg, Krüppershaus, Steinenpitter, Hitzhaus, Grades und Stürmann.
In der lokalen Mundart wurde der Ort auch als Melkeshuus bezeichnet.

## Geschichte
Im 19. Jahrhundert gehörte Handweiser zu den Außenortschaften der Bauerschaft und der Kirchengemeinde Dönberg in der Bürgermeisterei Hardenberg, die 1935 in Neviges umbenannt wurde. Damit gehörte es von 1816 bis 1861 zum Kreis Elberfeld und ab 1861 zum alten Kreis Mettmann. 
Der Ort ist auf der Topographischen Aufnahme der Rheinlande von 1824 als Handweiser und auf der Preußischen Uraufnahme von 1843 unbeschriftet eingezeichnet. Auf Messtischblättern bis Mitte des 20. Jahrhunderts ist der Ort als Handweiser beschriftet.
Im Gemeindelexikon für die Provinz Rheinland von 1888 werden für Handweiser ein Wohnhaus mit sieben Einwohnern angegeben.
Mit der Kommunalreform von 1929 wurde der südliche Teil von Dönberg abgespalten und mit weiteren, außerhalb von Dönberg liegenden Nevigeser Ortschaften in die neu gegründete Stadt Wuppertal eingemeindet, der Rest Dönbergs mit Handweiser verblieb zunächst bei Neviges. Durch die nordrhein-westfälische Gebietsreform kam Neviges mit Beginn des Jahres 1975 zur Stadt Velbert und restliche Dönberg wurde ebenfalls in Wuppertal eingemeindet.